# Kirati Kaewnongdang
Kirati Kaewnongdang (thailändisch กีรติ แก้วหนองแดง, * 16. April 1997) ist ein thailändischer Fußballspieler.

## Karriere
Kirati Kaewnongdang spielte 2017 in der zweiten Mannschaft des Erstligisten Navy FC in Sattahip. 2018 wechselte er von der zweiten in die erste Mannschaft. Von hieraus wurde er umgehend an den Zweitligisten Rayong FC ins nahegelegene Rayong ausgeliehen. Nach der Ausleihe wurde er 2019 von Rayong fest verpflichtet. 2019 absolvierte er mit Rayong 27 Spiele in der Thai League 2. Am Ende der Saison wurde Rayong Tabellendritter und stieg somit in die erste Liga auf. Am Ende der Saison 2020/21 musste er mit Rayong als Tabellenletzter in die zweite Liga absteigen. Im Sommer 2023 wechselte er zum Erstligisten Sukhothai FC. Nach zwei Spielzeiten, in denen er für den Verein aus Sukhothai 22 Ligaspiele bestritt, wurde sein Vertrag im Sommer 2025 nicht verlängert. Im Juli 2025 unterschrieb er in Phrae einen Vertrag beim Zweitligisten Phrae United FC.